# サウジアラビアの国旗
サウジアラビアの国旗は緑地に、聖句と刀を描いたデザイン。特徴として、表と裏とで同じ国旗を2枚作り縫い合わせて一つにすること、縦掲揚時も聖句が正しい向きにデザインされた国旗を用いること、半旗掲揚をしないこと、などが挙げられる。

## 概要
国旗のデザインは、サウジアラビアの統治基本法（サウジアラビアの事実上の憲法）第3条に規定があり、イスラム教を表す緑の地に、「アッラーフ（アッラー、神）の他に神はなし。ムハンマドはアッラーフの使徒である（アラビア語: لا إله إلا الله محمد رسول الله）」というシャハーダ（信仰告白）をデザイン化した文字と、メッカおよびイブン＝サウードの勝利や愛国心を象徴しているという刀を白で描いたもの。
シャハーダはイスラームにおける五行の一つであり、異教徒・無宗教からムスリムとなるときに行う義務である。シャハーダの言葉は、イスラームの世界で神聖視されており、この国旗をTシャツやその他の物にプリントすることも禁じられている。
この国旗は基本的に旗竿側が右になるように掲揚することとされ、縦に掲揚する場合は文字が横向きにならないようにレイアウトを変更した特別な旗を使用する。また神の神聖な文字が含まれているので、弔意を表す半旗掲揚にしないこととされている。その他、刀の向きは表裏で反転するものの、シャハーダは旗のどちら側からでもきちんと読めるよう、表側と裏側の当該部分は別々に作られ貼り合わせられている。

縦掲揚用
?民間用海上旗（商船旗）
?サウジアラビア海軍の軍艦旗
サウジアラビア海軍の国籍旗
王室旗
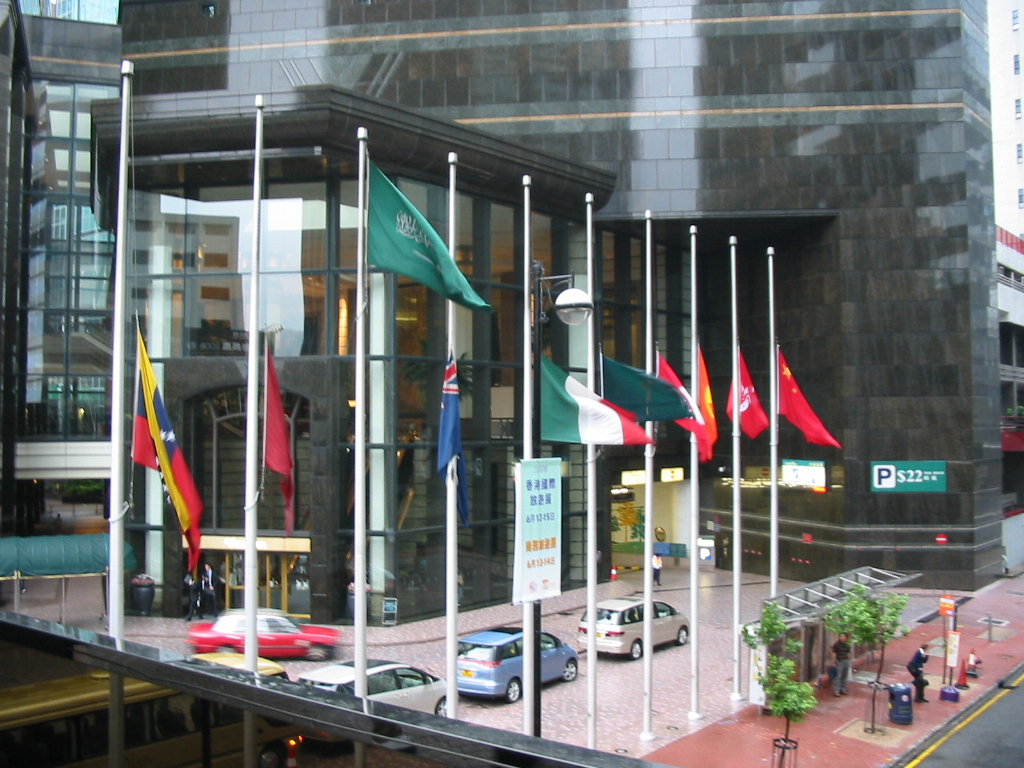
他の国旗と異なり、サウジアラビアの国旗のみ半旗にしていない。

## 歴史
緑の地に白いシャハーダという組み合わせは18世紀のワッハーブ派改革運動に由来する。現在のサウジアラビア王家となるサウード家はこの運動で勢力を拡大した。アブドゥルアズィーズ・イブン＝サウードが1902年にナジュドの王となると、この旗に白い刀を追加した。サウジアラビアの国旗の意匠は1973年3月15日まで標準化されず、刀が二つある意匠のものや、左側に白い縦線の入ったものが1938年頃まで頻繁に使用された。1973年頃以降、国旗は現在の意匠にほぼ統一されている。

?1932年から1934年まで国旗として使われた旗の一つ
?1934年から1938年まで国旗として使われた旗の一つ
?1938年から1973年まで国旗として使われた旗の一つ

### サウジアラビア成立以前
サウジアラビアのもととなった国はナジュド王国およびヒジャーズ王国である。ナジュドの旗は今日のサウジの緑地に白字の旗とよく似ている。ヒジャズの旗は第一次世界大戦のアラブ反乱の際にハーシム家が使用したアラブ反乱旗と似たパターンで、今日の汎アラブ色と類似する。

?1744年から1891年までのナジュドの旗
?1902年から1921年までのナジュドの旗
?1921年から1926年までのナジュドの旗、今日のサウジ国旗と類似
?1926年から1932年までのナジュド及びヒジャーズ王国の旗、四方が白く刀の図柄なし
?1916年から1917年のヒジャズ地方の旗
?1917年から1920年のヒジャズの旗
?1920年から1926年のヒジャズの旗
?1926年から1932年のヒジャズの旗
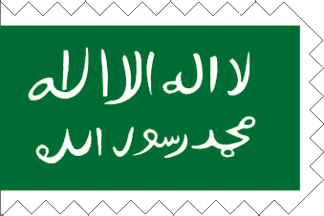
?1906年から1934年のアスィールの旗